# Lysiana
Lysiana é um género botânico pertencente à família Loranthaceae.